# Johann Jakob Gabathuler
Johann Jakob Gabathuler (* 29. Mai 1883 in Wartau; † 6. September 1958 ebenda; reformiert; heimatberechtigt in Wartau) war ein Schweizer Ingenieur-Agronom, Landwirt und Politiker.

## Leben
Johann Jakob Gabathuler wurde geboren als Sohn des Landwirts Bartholome Gabathuler und der Anna, geb. Gabathuler. 1916 heiratete er Margaret Senn, Tochter des Johann Jakob, Viehhändlers und Landwirts. Er studierte 1906 Ingenieur-Agronom am Polytechnikum Zürich und arbeitete als Landwirt. Von 1908 bis 1911 war er Direktor der landwirtschaftlichen Schule Charlottenfels in Schaffhausen. Von 1911 bis 1918 unterrichtete er als Lehrer an der landwirtschaftlichen Schule Custerhof in Rheineck und deren Filiale in Sargans. Von 1913 oder 1918 bis 1938 präsidierte er den Verband landwirtschaftlicher Genossenschaften des Kantons St. Gallen und benachbarter Gebiete. 1932 bis 1958 war er Präsident der Landwirtschaftlichen Gesellschaft des Kantons St. Gallen. Ab 1953 war Gabathuler Dr. h. c. der Handelshochschule St. Gallen.
Die politische Laufbahn führte den freisinnigen Politiker von 1918 bis 1921 und von 1927 bis 1930 in den St. Galler Kantonsrat, von 1919 bis 1929, 1935 bis 1947 und 1951 in den Nationalrat. Von 1938 bis 1951 war er St. Galler Regierungsrat.

## Wirken
«Gabathuler trieb als Chef des Volkswirtschaftsdepartements die Melioration im Rheintal voran.»